# Sportåret 1795

## Händelser

### Boxning

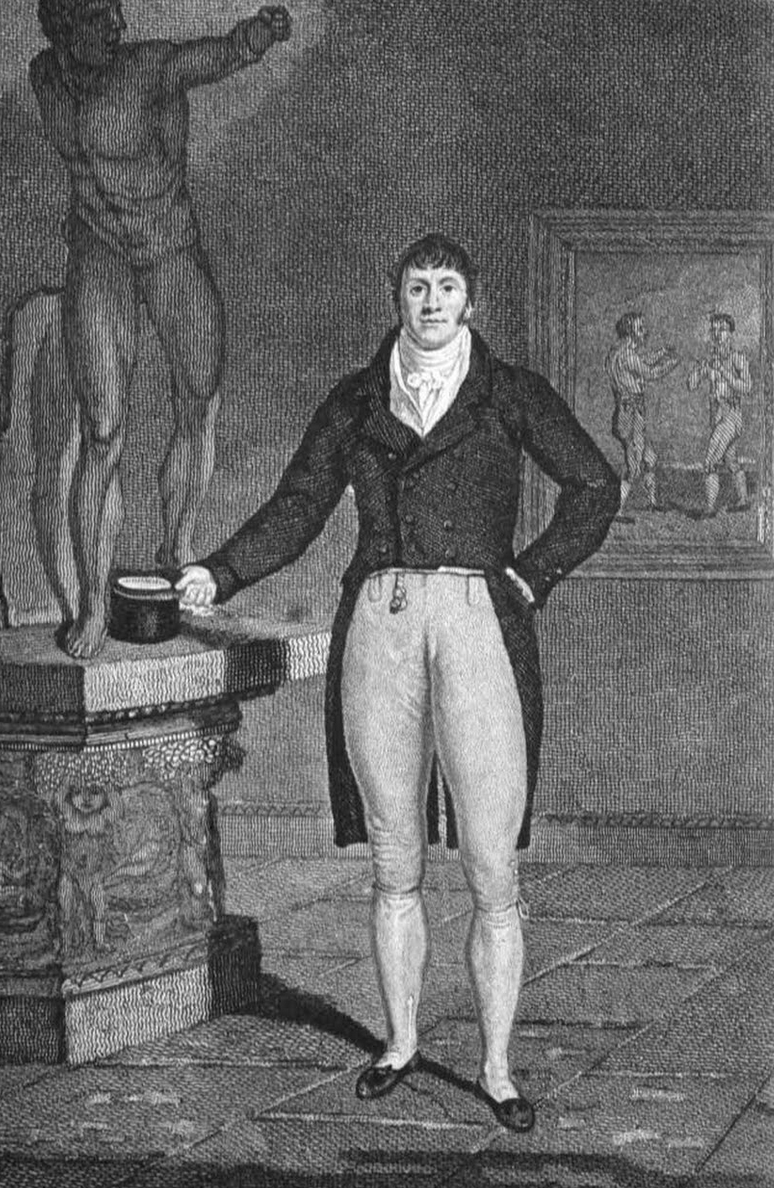
John Jackson.

- 15 april – John Jackson besegrar Daniel Mendoza i Hornchurch och gör anspråk på den engelska mästerskapstiteln i tungvikt. Matchen varar i tio och en halv minut över nio ronder.[1]

### Cricket
- Okänt datum – Middlesex CCC vinner County Championship (en inofficiell titel fram till 1890, då de första officiella mästarna koras).